# Iwan Thomas
Iwan Thomas MBE, född 5 januari 1974 i Farnborough i England, är en brittisk/walesisk före detta friidrottare (400-meterslöpare). 
Thomas har under sin karriär vunnit EM och Samväldesspelen samt världsmästare i stafett. Thomas är tidigare brittisk rekordhållare på 400 meter, tillika femte bäste europé genom tiderna. I internationella sammanhang representerade han Storbritannien utom i Samväldesspelen där han representerade Wales.

## Individuell löpning
Thomas främsta meriter härrör från 1998 då han efter en hård batalj vann 400-metersfinalen i Samväldesspelen på tiden 44,52, just före Englands Mark Richardson (44,60) och överraskningen Sugath Thilakaratne (44,64). Vid Budapest-EM senare samma år var Thomas överlägsen, vilket segertiden (ånyo 44,52) vittnar om. Övriga medaljörer var Polens Robert Maćkowiak (45,04) och, i detta sammanhang, landsmannen Mark Richardson (45,14). 
I olympiska sammanhang har Thomas som bäst nått en femteplats. Detta skedde i Atlanta 1996 då Thomas noterade 44,70 - 17 hundradelar av en sekund från bronsmedaljen (Ugandas Davis Kamoga) och 29 hundradelar från värste brittiske antagonisten Roger Black som vann silvret. Thomas fick dock revansch på Black 1997 då han med tiden 44,36 fråntog Black det brittiska rekordet med en hundradels marginal (och samtidigt överskred europarekordet med endast tre hundradelar).
Thomas karriär har ofta hindrats av skador, bland annat höll skadorna honom borta från OS 2004 och Samväldesspelen 2006.

## Stafettlöpning
Thomas har med stor framgång representerat Storbritannien (OS, VM och EM) samt Wales (Samväldesspel) i stafettsammanhang. Thomas löpte tredjesträckan i britternas guldlag i EM 1998. I Atlanta-OS 1996 sprang Thomas startsträckan i det brittiska silverlaget. Tillsammans med lagkamraterna Jamie Baulch (Wales), Mark Richardson (England) och Roger Black (England) noterade laget europarekord 2.56,60. I VM 1997 löpte Thomas startsträckan i det brittiska lag som kom tvåa (2.56,65) efter Förenta staterna (2.56,47). Britterna tilldelades dock guldet eftersom amerikanen Antonio Pettigrew gjort sig skyldig till dopningsbrott. Vidare har Thomas vunnit silver (2002) och brons (1998) med Wales i Samväldesspelen.

## Meriter
Guldmedaljer
- VM 1997 4x400 m (Storbritannien)
- EM 1998 400 m och 4x400 m (Storbritannien)
- Samväldesspelen 1998 400 m

Silvermedaljer
- OS 1996 4x400 m (Storbritannien)
- Samväldesspelen 2002 4x400 m (Wales)

Bronsmedalj
- Samväldesspelen 1998 4x400 m (Wales)

## Rekord
- Brittiskt rekord, 400 m: 44,36 (Birmingham, England, 13 juli 1997)
- Europarekord, 4x400 m: 2.56,60 (Atlanta, Georgia, 3 augusti 1996) (Thomas, Black, Baulch och Richardson)